# 발레리 버하기어
발레리 버하기어(Valerie Buhagiar, 1963년 5월 12일 ~ )는 캐나다의 배우, 각본가이다.
모스타에서 태어났다.

## 영화
- 어 트립 투 더 아일랜드 (2014년)
- 디 애니버서리 (2014년)
- 유어 뷰티풀 컬 데 삭 홈 (2007년)
- 겨울 이야기(영어판) (2007년)
- 더 웻 시즌 (2002년)
- 실버 서퍼 (1998년)
- 하이웨이 61 (1991년) - 잭키 뱅스 역
- 새 신발 (1990년)
- 로드킬 (1989년)
- 소펠 부인 (1984년)